# Emily Dickinson Museum
L'Emily Dickinson Museum est un musée situé à Amherst, dans le Massachusetts, et dédié à la mémoire de la poétesse américaine Emily Dickinson. Le musée est composé des deux maisons de la famille Dickinson : The Homestead, où vécut Emily, et The Evergreens, demeure de son frère Austin.
Ouvert en 2003, le musée est inscrit au Registre national des lieux historiques depuis 1966 et fait partie du quartier historique des Dickinson d'Amherst.

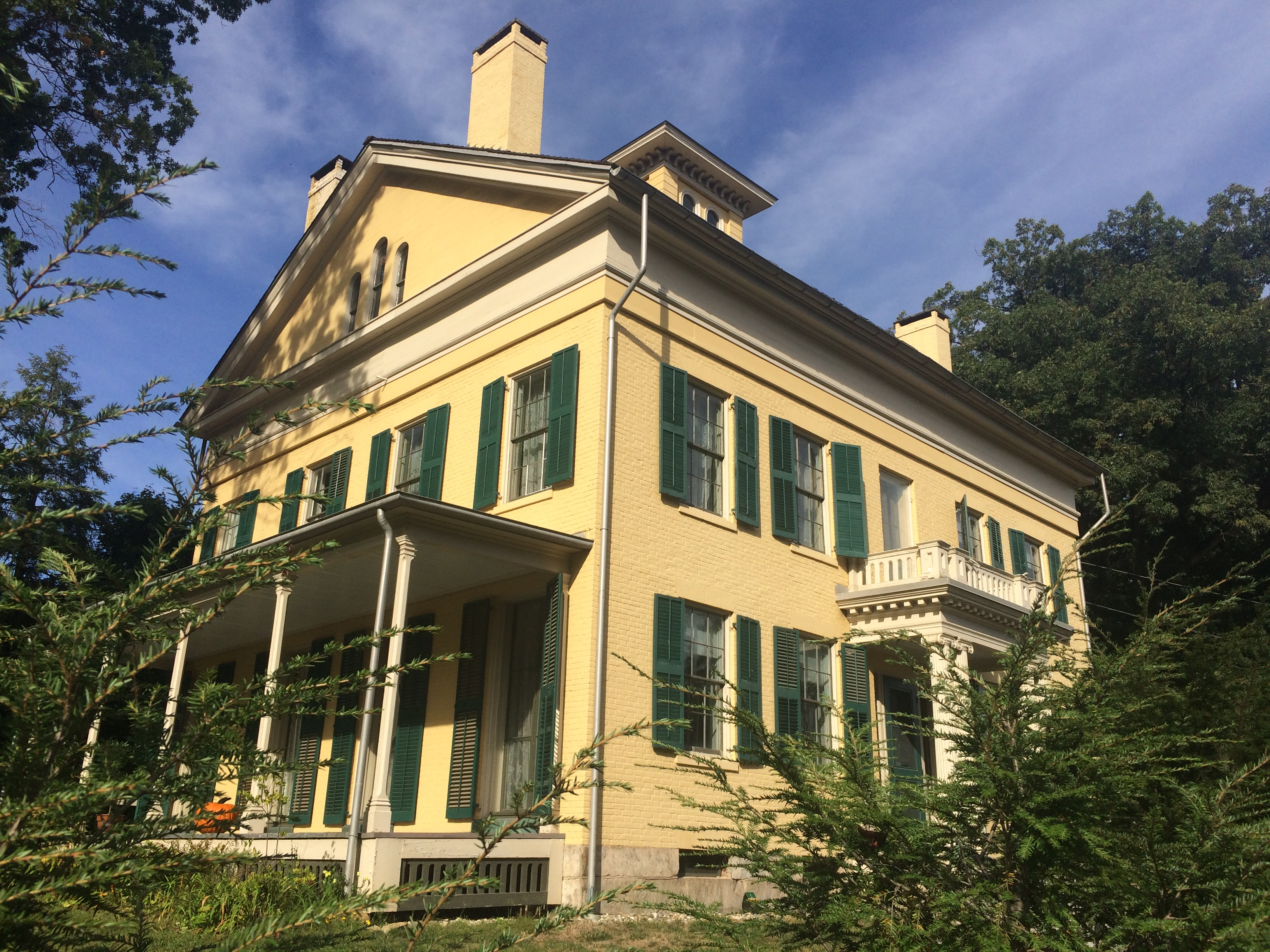
The Homestead.
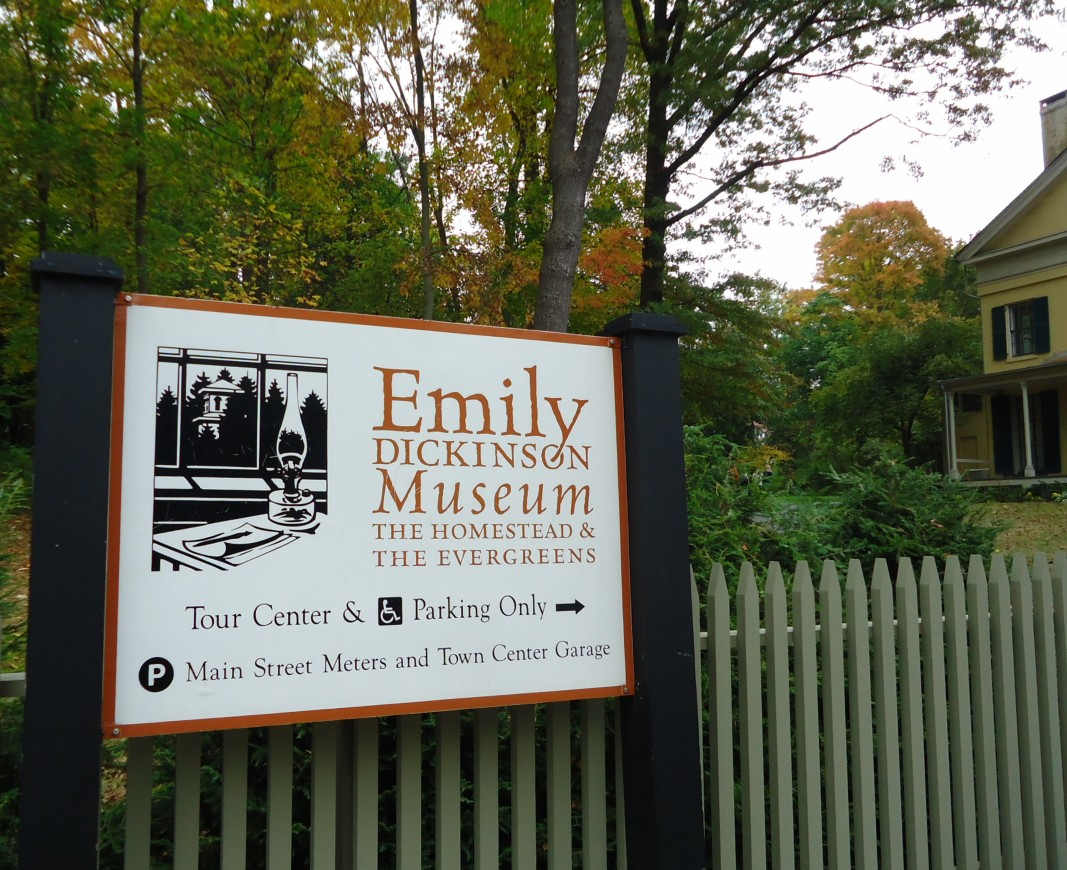
Panneau d'entrée du musée.
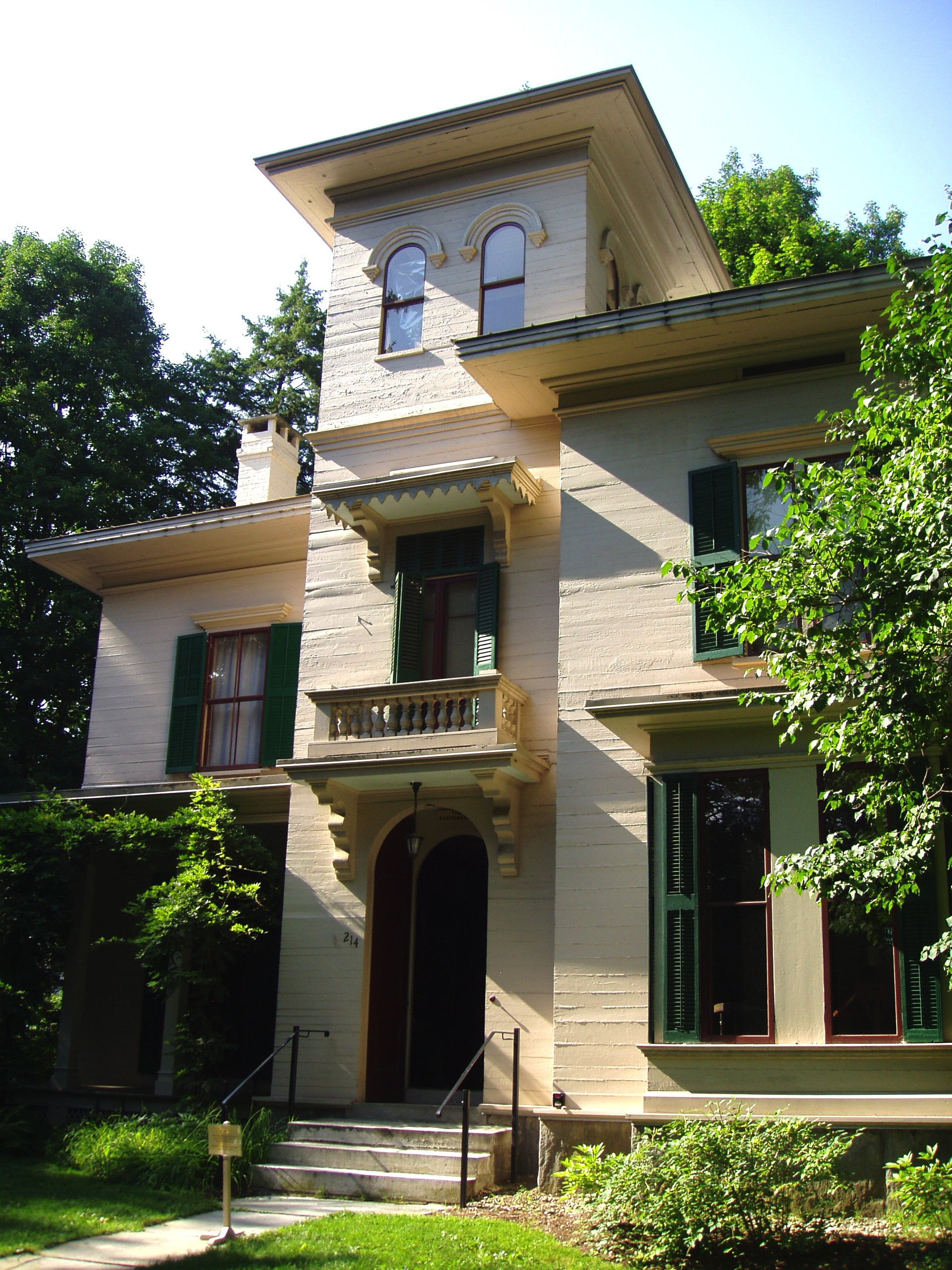
The Evergreens.
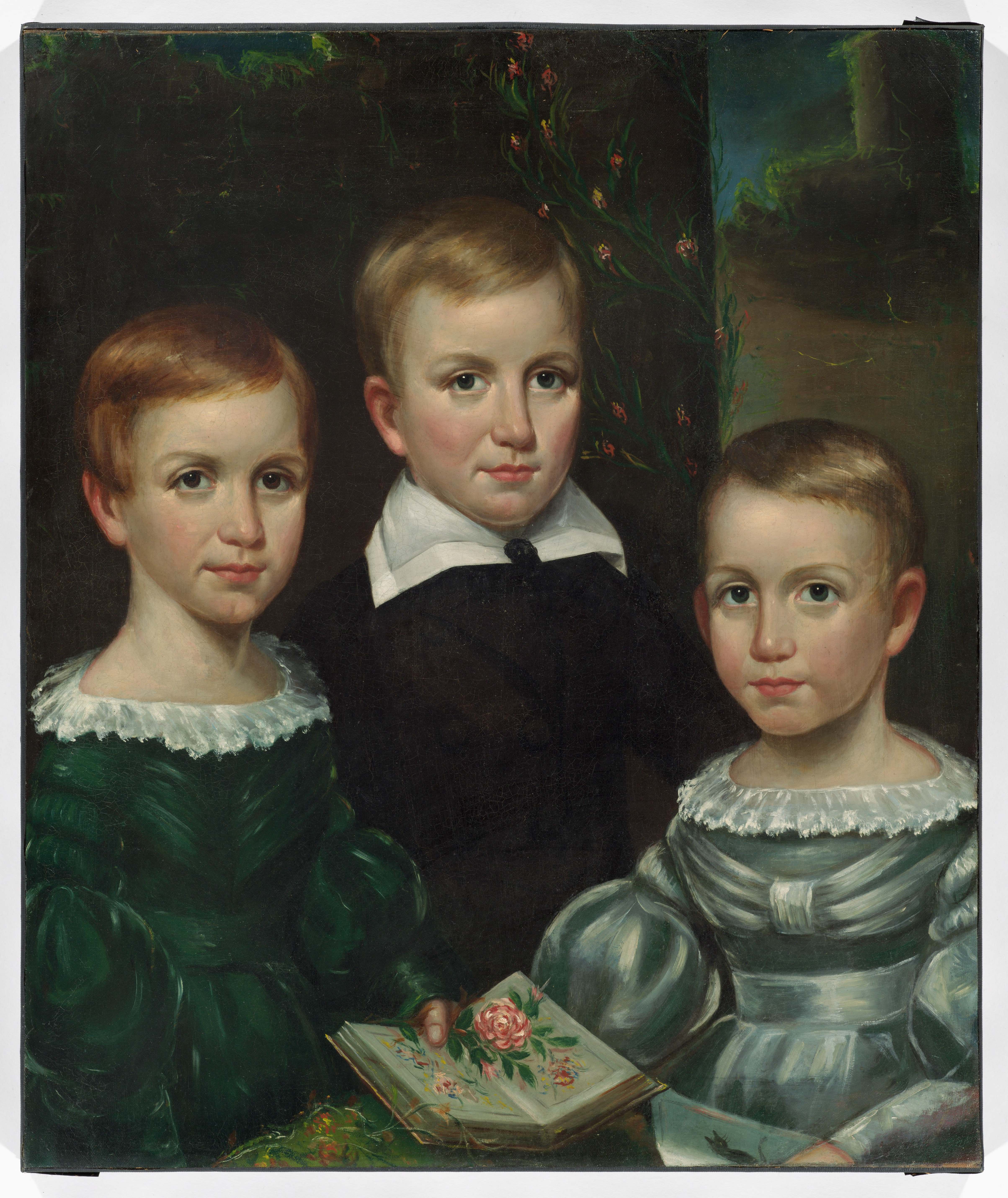
Portrait des enfants Dickinson.